# Aeshna cyanea
Aeshna cyanea là loài chuồn chuồn trong họ Aeshnidae. Loài này được Müller mô tả khoa học đầu tiên năm 1764.

## Hình ảnh

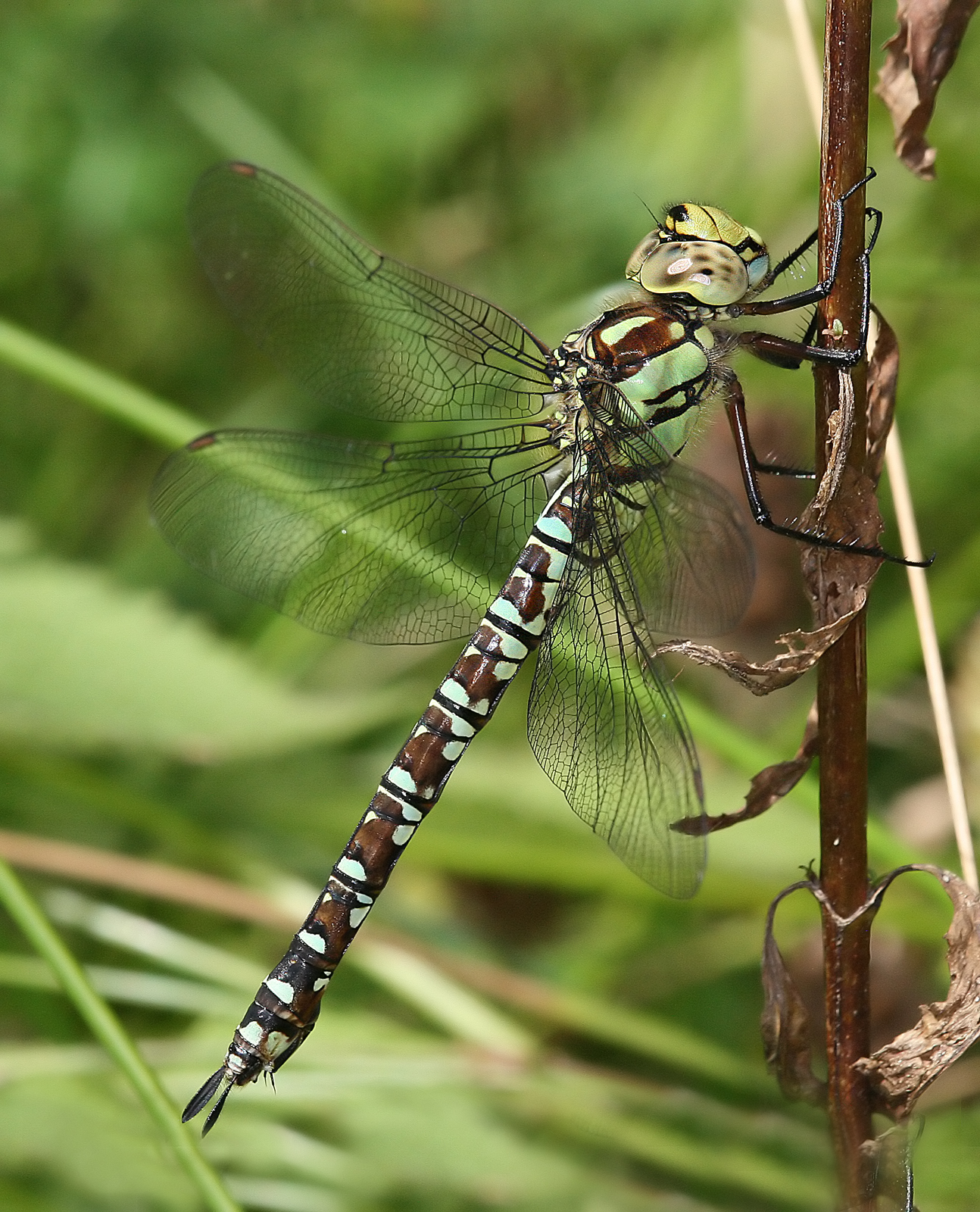
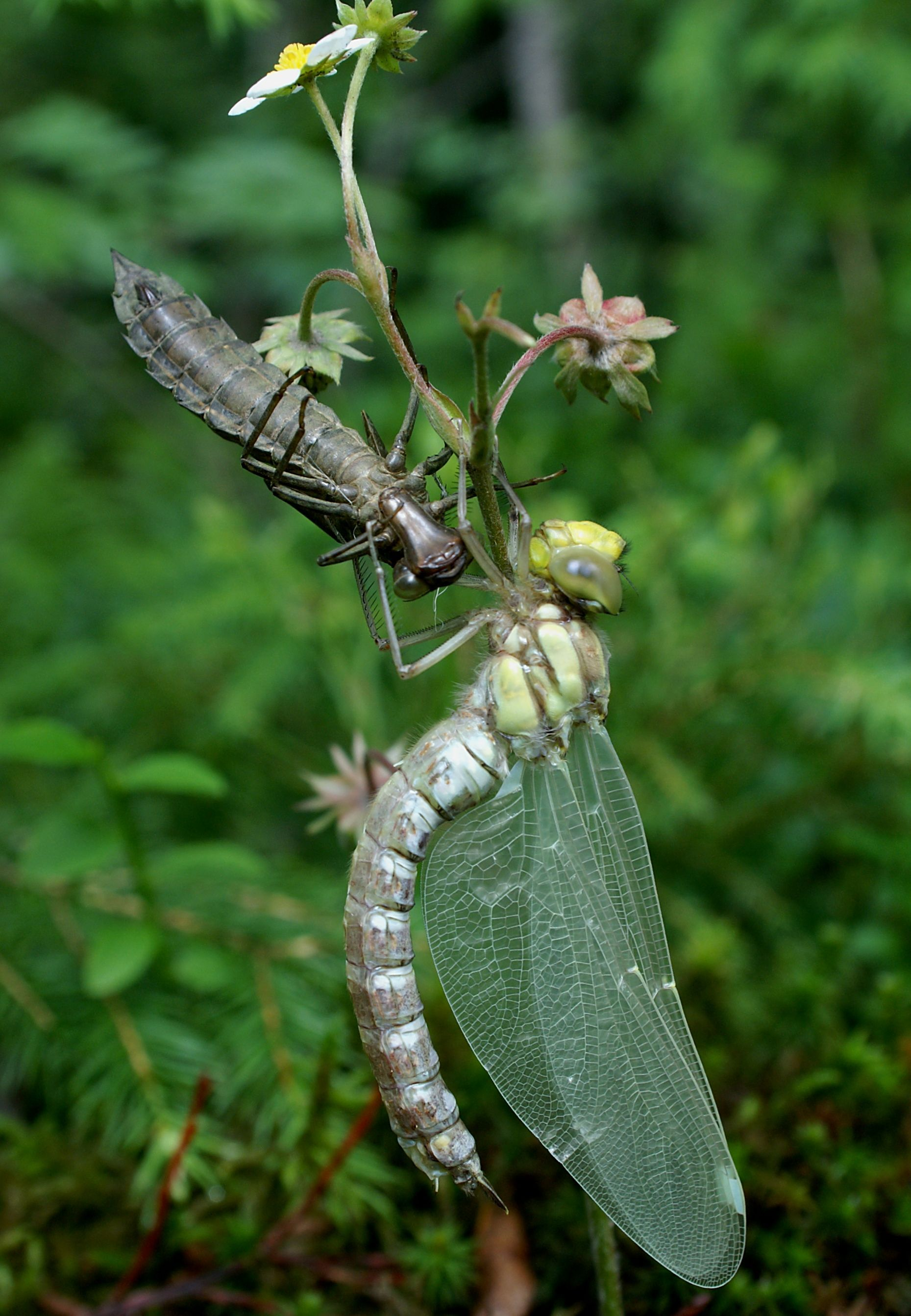
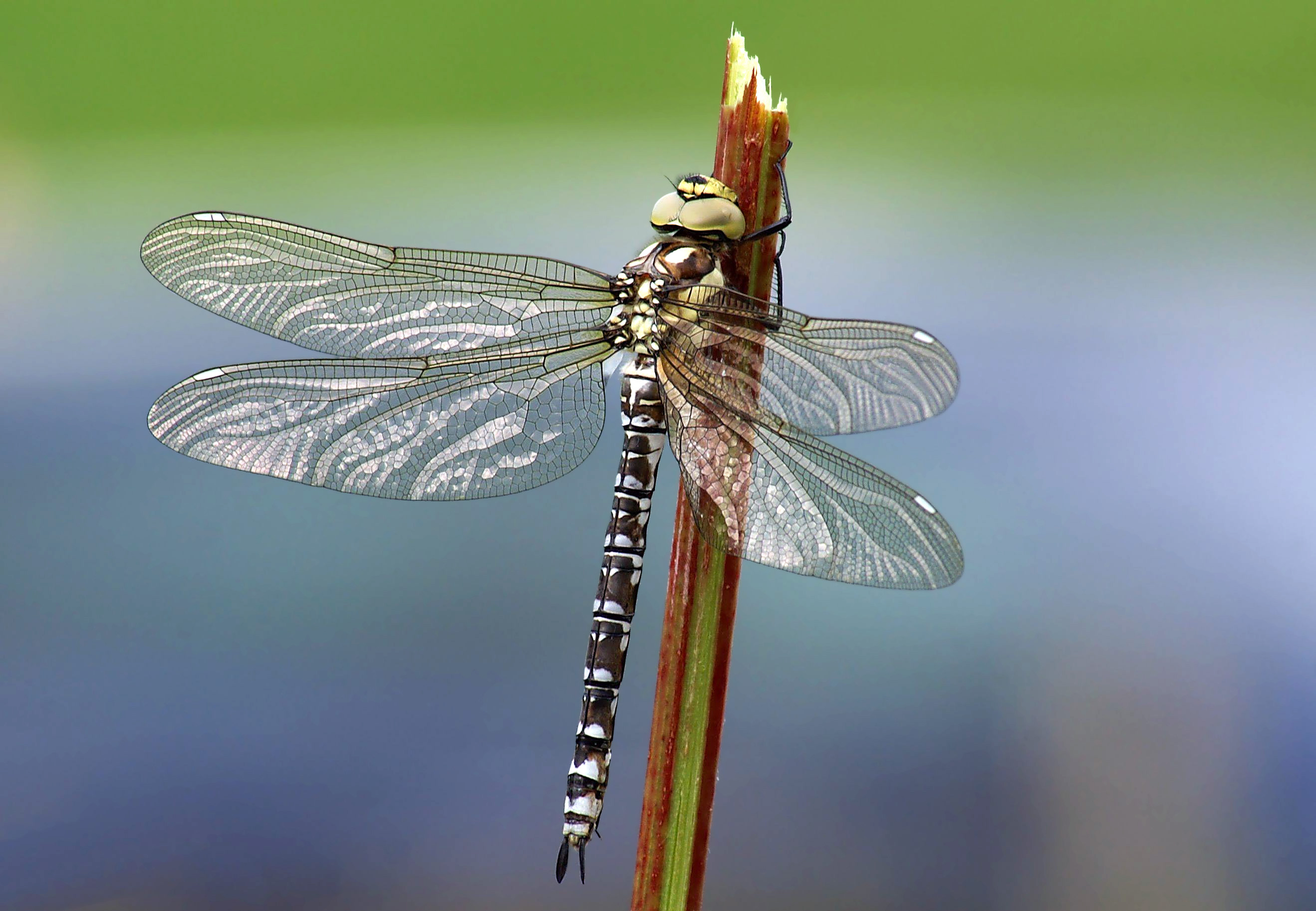
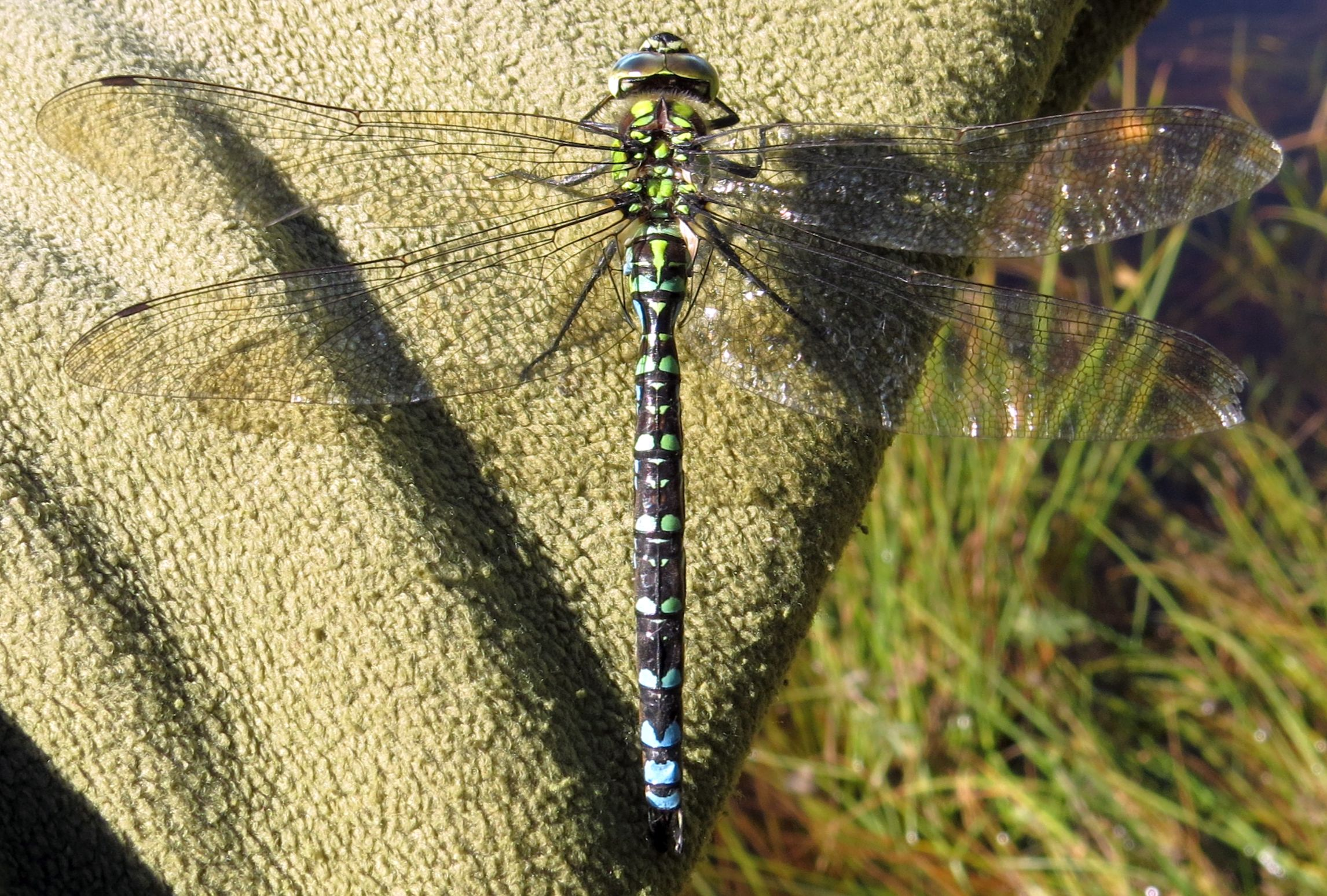
Nam
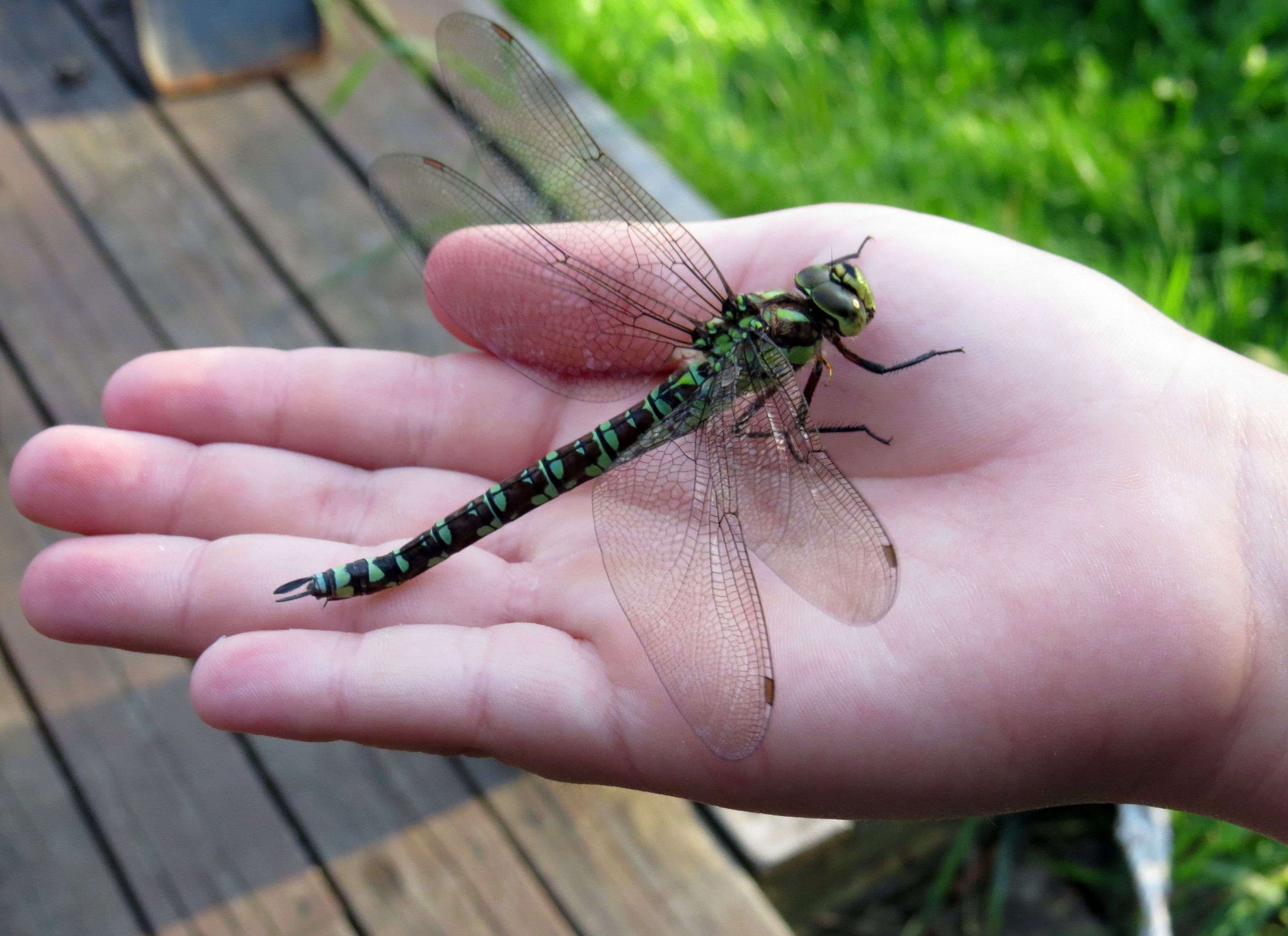
Nữ
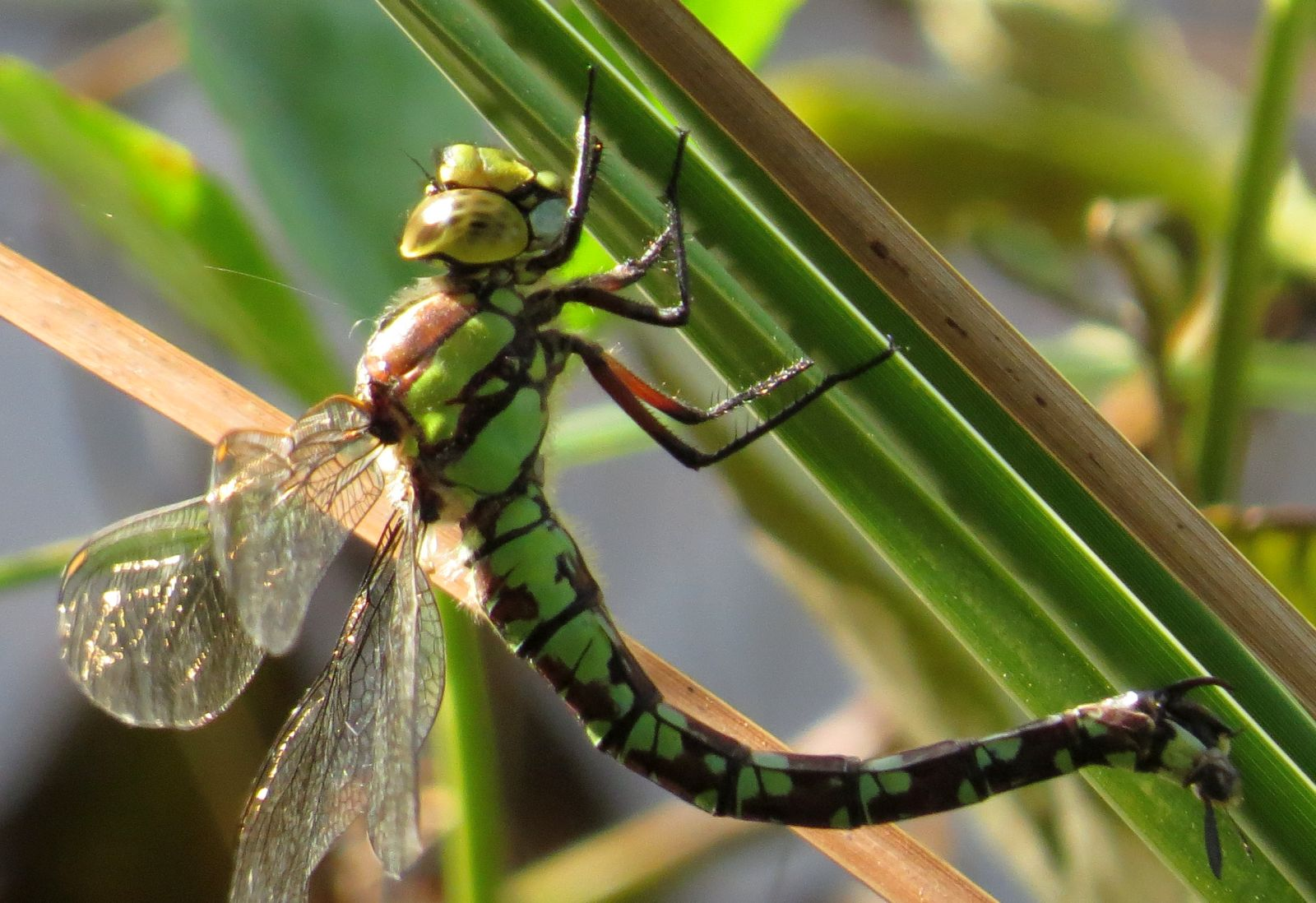
Con cái đẻ trứng
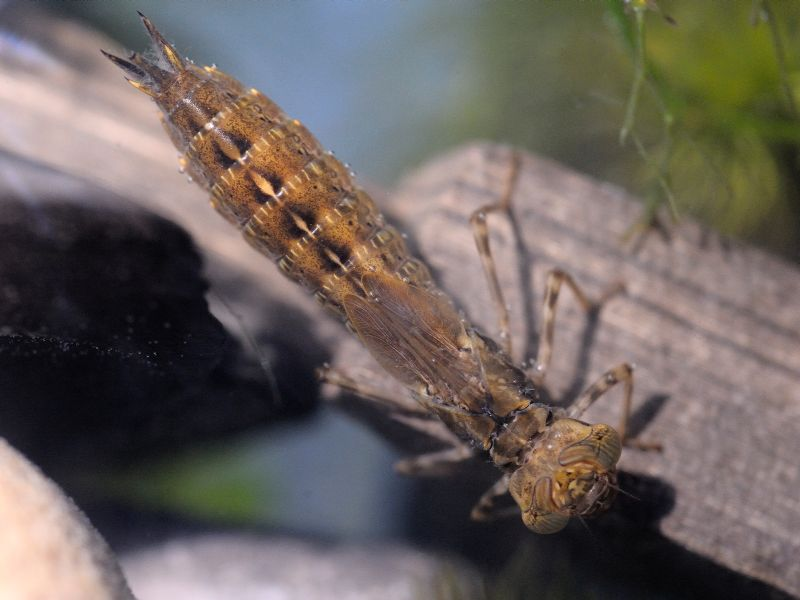
Ấu trùng
- Nữ ăn ong bắp cày,  Vespula vulgaris